# نیستربرگ
نیستربرگ (به آلمانی: Nisterberg) یک شهر در آلمان است که در راینلاند-فالتس واقع شده‌است.

## خصوصیات
نیستربرگ ۴۱۶ نفر جمعیت دارد.